# Відносини Ємен — Європейський Союз
Ємен — ЄС має давні відносини, починаючи з 1997 року, коли було підписано першу офіційну угоду про співпрацю. Відтоді ці відносини постійно розвивались. У грудні 2009 року ЄС створив повне дипломатичне представництво в Республіці Ємен. Багато країн-членів ЄС мали міцні та історичні відносини з Єменом, ще з 1930-х років. Велика Британія, Франція, Німеччина та Нідерланди є основними донорами та партнерами Ємену; Франція має давні економічні відносини, з того час коли Італія була першою державою, що встановила дипломатичні відносини з Єменом. Є сім членів-представників держав у Сані: Болгарія, Франція, Німеччина, Італія, Нідерланди, Іспанія та Велика Британія.

## Історія
У 1978 Європейська комісія розпочала співпрацю з Єменом, відносини офіційно оформлені в 1984 р. Через Угоду про співпрацю та розвитком з Північним Єменом, яка була продовжена в 1995 році для охоплення всієї країни після об'єднання в 1990 році. У липні 1998 р. Було підписано удосконалено рамкову угоду про співпрацю та економічний розвиток. Ця угода є основним та довгостроковим контрактним зобов'язанням між Комісією та Єменом.
Слідом за Арабською весною та відставки президента Ємену Алі Абдалла Салех, Європейський парламент закликав Верховного представника переглянути відносини з Єменом. Хоча парламент підтримував повстання, Верховний представник зосередився на організації евакуації громадян ЄС через страх громадянської війни.

## Торгівля
Ємен є основним експортером нафти (90 %). ЄС є другим за величиною імпортним партнером та лише п'ятий найбільший торговельний партнер у цілому.